# Baldomero Carlos Martini
Baldomero Carlos Martini (ur. 12 października 1939 w Porteña) – argentyński duchowny rzymskokatolicki, w latach 2004–2014 biskup San Justo.

## Życiorys
Święcenia kapłańskie przyjął 7 września 1969. Inkardynowany do diecezji San Francisco, pracował duszpastersko na jej terenie. W latach 1987–1988 pełnił funkcję wikariusza generalnego diecezji oraz proboszcza katedry.
2 grudnia 1988 został prekonizowany biskupem San Francisco. Sakrę biskupią otrzymał 5 lutego 1989. 5 marca objął rządy w diecezji. 14 lutego 2004 został mianowany biskupem San Justo. 6 listopada 2014 przeszedł na emeryturę.